# 岐阜県立加茂高等学校
岐阜県立加茂高等学校（ぎふけんりつ かもこうとうがっこう）は、岐阜県美濃加茂市にある県立高等学校。

## 学校概要
創立
1911年（明治44年）。
設置学科
全日制普通科・理数科、定時制普通科（単位制）。
教育目標
あらゆる教育活動を通して、知・徳・体の調和のとれた豊かな人間性と確かな学力の育成を目指して、生徒一人一人の可能性を最大限に発揮させ、望ましい自己実現を図らせる。
制服
男子はブレザー。デザインは白川高校との統合とともに変更。

## 沿革
- 1911年 10月 - 加茂郡立農林学校として設立が認可される。
- 1923年 4月 - 県立移管、岐阜県立加茂農林学校となる
- 1948年 4月 - 岐阜県立加茂農林高等学校と改称。
- 1948年 8月 - 岐阜県立加茂高等学校と改称[1]。農業科、畜産科、普通科を設置。蜂屋分校を設置。
- 1950年 4月 - 商業科設置。神渕分校を設置。
- 1951年 - 蜂屋分校を廃止。
- 1955年 - 神渕分校を七宗分校に改称する。
- 1960年 - 神渕分校と武義高校津保谷分校が統合され、中濃高校となる。
- 1961年 4月 - 岐阜県立加茂農林高等学校を分離、農業科廃止[1]。
- 1972年 4月 - 理数科設置。
- 1973年 4月 - 商業科募集停止。
- 1995年 4月 - 普通科国際文化コース設置。
- 2007年 4月 - 岐阜県立白川高等学校を統合、名称を白川校舎に改称。普通科国際文化コース募集停止。
- 2009年 3月 - 白川校舎が閉校舎。
- 2025年 4月 - 普通科、理数科の募集を停止。単位制による全日制課程の文理探究科を新設。[2]

## 学校行事

### 体育祭
毎年6月上旬の平日に午前中のみ開催される。雨天中止。加茂高校では過去、体育祭による複数名の生徒が熱中症を発症して問題となったため、これが原因で比較的涼しい時期の短時間開催としている。
競技では出身中学校ごとに東部・西部・南部・北部の4つの団に分かれて優勝を競う。そのため卒業まで所属する団は一度も変わらない。各団の人数調整のため、その年の入学生徒数が少ない出身中学校は、学年が違うと配属される団が異なる場合がある。各団のカラーは東部が緑、西部が赤、南部が青、北部が白である。
当日の団席には旗が立っているが、その旗には、東部の場合「東軍」のように「各団の方角＋軍」と表記されている。当日のアナウンスでも放送担当者により各団の呼称に揺れがあり、東部の場合「東部」「東軍」「東」「緑」などと呼ばれる。
- 2020年 - 全校アンケートに基づき開催されなかった。
- 2021年 - コロナ禍のため中止された。
- 2022年 - 開催された。各団カラーのマスクを着用することで各団の結束感とコロナ対策の両立を演出した。競技中はマスクを外すことが推奨された。はちまきの着用はなかった。コロナ禍のため応援は中止された。
- 2023年 - 開催された。応援は全校アンケートにおいて反対多数だったため、行われなかった。各団カラーごとのはちまきを着用した。

### 文化祭
毎年9月上旬の平日に2日間開催される。1日目は昼を挟んで夕方まで開催されるが、2日目は片付けのために午前で終了となる。各クラスごとに1年生は展示、2年生はパフォーマンス、3年生はステージで発表をする。有志のダンスチームやバンドが結成される。
展示は主に各クラスの教室で行われる。ひと教室全てを使用してフォトスポット、ゲーム会場などが制作される。パフォーマンスは駐車場か武道場の中で行われる。ダンスや歌などを各クラスのテーマに沿った演出を加えて発表する。ステージは体育館で行われる。演劇などが見られる。準備期間は主に夏休みの間で、夏休み終了後の数日間は夏休み課題テストが行われるため、展示やステージのために制作した大道具は教室外に移動される。
開催中の生徒以外の立ち入りは禁止されている。これは保護者も同様である。しかしパフォーマンスは道路から見える駐車場で行われるため、地域住民がフェンス外から観覧していたこともある。
展示、パフォーマンス、ステージすべての部門において、1番素晴らしい発表を決める加茂高大賞が存在する。選定者は生徒会から委託された生徒達が、選定者であることを隠しそれぞれの発表を観覧して、選定者で話し合った上で決定される。閉会式で発表される。
- 2020年 - 全校アンケートに基づき開催されなかった。
- 2021年 - 開催された。加茂高大賞・優秀賞は選出されなかった。
- 2022年 - 開催された。文化祭では加茂高大賞・優秀賞が選出された。コロナ対策により体育館には3年生しか入場できなかった。生徒の控え室にはプロジェクターが設置されており、体育館で開催された開会式・ステージ・閉会式をリモートで観覧できるようになっていた。生徒によるのぼり賞の投票にはGIGAスクール構想に基づいて整備された、一人一台のタブレットPCを使用した。

### 加茂高祭
かつて加茂高校では文化祭2日間・体育祭1日間の日程で、加茂高祭という名称で9月上旬に開催されていた。2022年時点で既にこの名称は使用されていない。
現在と違う点としては「文化祭では加茂高大賞のほかにも優秀賞や特別賞が贈られていた」「体育祭では上述の4つの団で競技優勝・応援優勝・総合優勝を争っていた」ことである。

## 進路状況
1990年代までは、毎年、東京大学や京都大学に合わせて5～10名程度、名古屋大学等の旧帝大に30名程度、合計国公立大学に170～200名近くの合格者があった。
最近数年の国公立大学合格者数については公式サイトを参照。
主な進学先は、国公立大学は岐阜大学や信州大学・金沢大学・富山大学など、私立大学では隣県の愛知県の名城大学や中京大学・南山大学など。

## 部活動

### ボート部
ボート部は1960年（昭和35年）創部、主な全国大会優勝歴は、
1. 1965年（昭和40年）岐阜国体女子ナックルフォア優勝。
2. 1966年（昭和41年）大分国体女子ナックルフォア優勝。
3. 1967年（昭和42年）埼玉国体女子ナックルフォア優勝。
4. 1968年（昭和43年）福井国体女子ナックルフォア優勝（国体4連覇）。
5. 1987年（昭和62年）インターハイ女子ナックルフォア優勝。
6. 1998年（平成11年）インターハイ男子シェルフォア優勝。
7. 2004年（平成16年）インターハイ女子ダブルスカル優勝。
8. 2007年（平成19年）インターハイ女子クォドルプル優勝。
9. 2013年（平成25年）インターハイ女子舵手つきクォドルプル優勝。
10. 2014年（平成26年）インターハイ女子舵手つきクォドルプル優勝（2年連続優勝）。
11. 2017年（平成29年）インターハイ女子舵手つきクォドルプル優勝。

その他、個人でのインターハイ優勝もある。自然科学部や囲碁将棋部も全国大会に出場している。
その他に陸上部、野球部、ソフトボール部、サッカー部、バスケットボール部、バレーボール部、テニス部、弓道部、剣道部、卓球部、吹奏楽部、美術部、コーラス部、書道部、演劇部、文芸・新聞部がある。

## 著名な卒業生

### 文化人
- 北川悦吏子 - 脚本家[1]：『ロングバケーション』、『ビューティフルライフ』など。
- 池井戸潤 - 作家[1]：半沢直樹シリーズ、第145回直木賞受賞（受賞作『下町ロケット』。
- マイクスギヤマ - 作詞家：ドラえもん、進撃の巨人、ウマ娘、スーパー戦隊シリーズ、プリキュアなど。
- 小島康史 - 映像作家：常葉学園浜松大学准教授、日本文理大学教授。
- 日比野玲 - アーティスト・俳優。
- 赤座ひではる - 漫画家。
- 野尻哲史 - エコノミスト：フィデルティ退職・投資教育研究所長。
- 竹地祐治 - CBCテレビアナウンサー。
- トム兼松 - 音楽家。
- 林和希 - DOBERMAN INFINITY：ボーカル担当。

### スポーツ
- 若井江利 - 女子ボート競技選手：2006年（平成18年）アジア大会銀メダリスト、2010年（平成22年）アジア大会金メダリスト。
- 纐纈卓真 - 空手家：極真空手世界大会3連覇。

### 学者
- 岸義人 - 有機合成化学者：ハーバード大学名誉教授、恩賜賞などの数々の賞を受賞。
- 渡邉正己 - 生命科学者：京都大学名誉教授。
- 林正彦 - 天文学者：国立天文台長。

### 政治家
- 渡辺猛之 - 国土交通副大臣兼内閣府副大臣兼復興副大臣、松下政経塾（13期生）。
- 藤井浩人 - 美濃加茂市長。

### その他
- 佐古則男 - ユニーグループ・ホールディングス社長兼ユニー社長、ユニー・ファミリーマートホールディングス副社長。
- 加藤三郎 - 元新左翼活動家：テロリスト。
- 兵藤遥陽 - 北陸放送アナウンサー。
- 竹地祐治 - CBCテレビアナウンサー

## 交通機関
周辺の駅からかなり離れているため自転車で通学する生徒が多い。周辺はほぼ平地であるため可児市や御嵩町、川辺町からでも通学が可能である。
- JR太多線 美濃川合駅から徒歩で約20分。
- JR高山本線 古井駅から徒歩で約20分。
- 東鉄バス（JR美濃太田駅 - 八百津方面）「加茂高前」停留所から徒歩ですぐ。

## その他
大学入試センター試験の際、可児市にある名城大学可児キャンパスではなく、遠方の岐阜市にある岐阜大学などが会場として割り当てられていた（可児市内には可児高校があるため）が、2009年（平成21年）度以降は岐阜大・名城大の2会場に分かれて受験している。
学区制撤廃前に全日制で通学可能だった区域は、特別な事情があって県教育委員会の承認を得た場合を除いて、県教委が定める可茂学区の区域および調整学区の下呂市金山町となっていた。
本校出身の北川悦吏子が脚本を担当した2018年（平成30年）上期NHK連続テレビ小説『半分、青い。』で、ヒロイン楡野鈴愛（永野芽郁）や萩尾津（佐藤健）らが通う高校の弓道場や美術室として、ロケ地に使われた。